# Paraschizidium coeculum
Paraschizidium coeculum är en kräftdjursart som först beskrevs av Filippo Silvestri 1897.  Paraschizidium coeculum ingår i släktet Paraschizidium och familjen klotgråsuggor. Inga underarter finns listade i Catalogue of Life.